# Cacica (Suceava)
Cacica es una comuna ubicada en el distrito de Suceava, Rumania.

## Superficie
Posee una superficie de 67,55 kilómetros cuadrados.

## Demografía
Hasta 2021 la población era de 3963 habitantes, con una densidad de población de 58,67 habitantes por kilómetro cuadrado.